# بلاتو (سینیتسا)
بلاتو (به صربی: Blato) یک منطقهٔ مسکونی در صربستان است که در سینیتسا واقع شده‌است. بلاتو ۶۵ نفر جمعیت دارد.